# Ástin sem eftir er
Ástin sem eftir er (Engels: The Love That Remains) is een IJslands-Deense dramafilm uit 2025, geschreven en geregisseerd door Hlynur Pálmason. De hoofdrollen worden vertolkt door Saga Garðarsdóttir en Sverrir Gudnason.

## Verhaal
Anna en Magnus gaan scheiden. Wat overblijft zijn hun drie kinderen en een band die verder reikt dan de gedeelde voogdij.

## Rolverdeling
| Acteur                 | Personage |
| ---------------------- | --------- |
| Saga Garðarsdóttir     | Anna      |
| Sverrir Gudnason       | Magnus    |
| Ída Mekkín Hlynsdóttir |           |
| Þorgils Hlynsson       |           |
| Grímur Hlynsson        |           |

## Productie
De drie kinderen worden gespeeld door de kinderen van de regisseur zelf die gewend zijn op de sets van hun vader te staan en nu voor het eerst alle drie samen voor de camera stonden. De film wordt geproduceerd door Anton Máni Svansson van het IJslandse Still Vivid en Katrin Pors van het Deense Snowglobe. Regisseur Palmason is ook de cameraman en filmde op 35 mm-film. De filmopnames vonden in 2024 plaats in IJsland.

## Release
Ástin sem eftir er ging op 18 mei 2025 in première op het Filmfestival van Cannes buiten competitie. De film werd bekroond met de Palme Dog.

## Prijzen en nominaties
De belangrijkste:
| Jaar | Prijs                   | Categorie | Genomineerde(n) | Uitslag  |
| ---- | ----------------------- | --------- | --------------- | -------- |
| 2025 | Filmfestival van Cannes | Palme Dog | Panda           | Gewonnen |